# Willys Jeep Forward Control
Willys Jeep Forward Control – samochód ciężarowy produkowany pod amerykańską marką Willys w latach 1956–1965.

## Historia i opis modelu

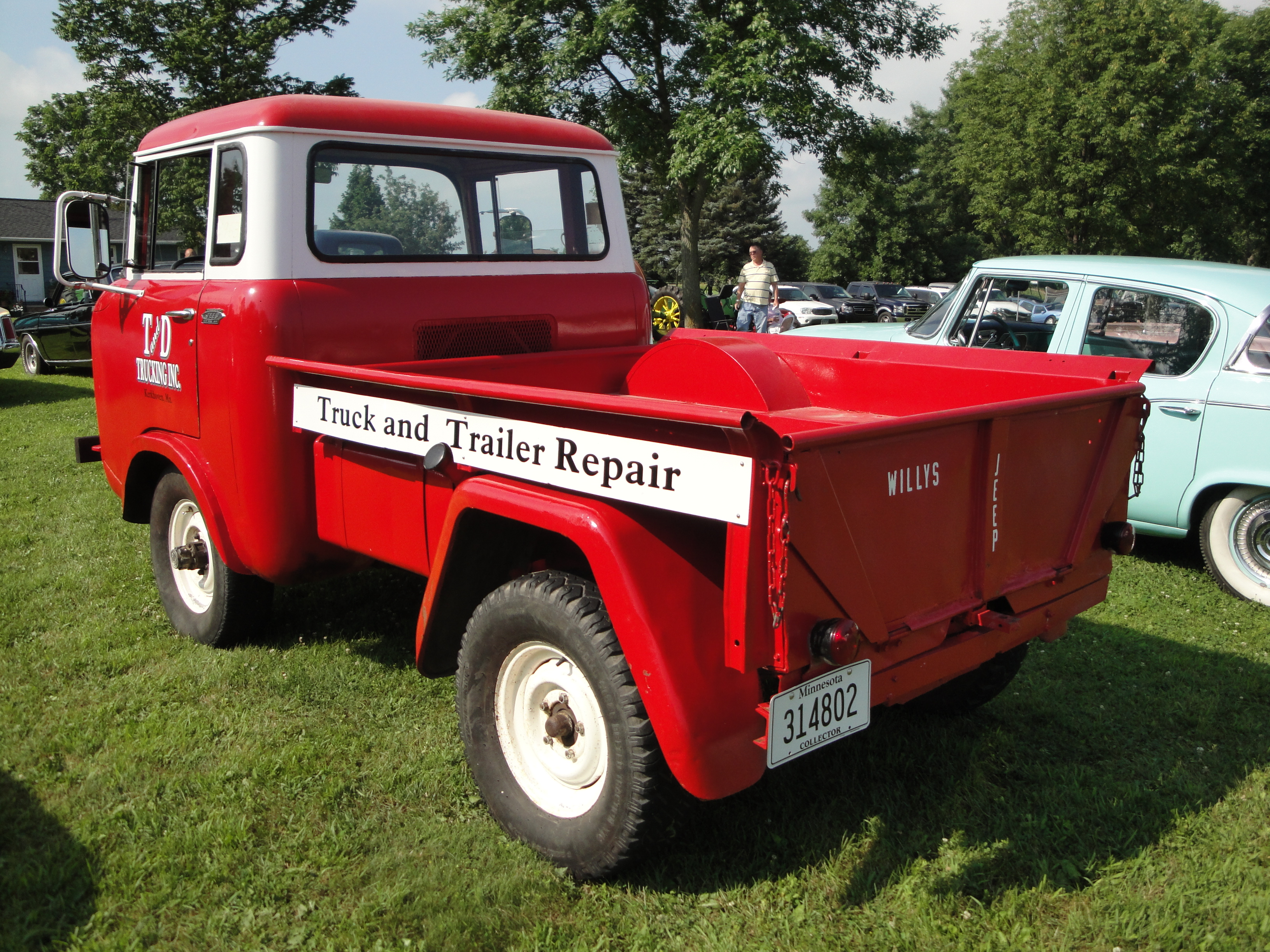
Willys Jeep Forward Control - tył

indyjska Mahindra FJ

W drugiej połowie lat 50. Willys-Overland wprowadził do sprzedaży pojazd Forward Control, który łączył cechy samochodu ciężarowego oraz samochodu dostawczego. Samochód zachował charakterystyczną dla marki stylistykę przedniej części nadwozia, z poprzecznymi otworami wlotu powietrza i wąsko rozstawionymi, okrągłymi reflektorami.
Następca przyjął formę klasycznego pick-upa opartego na bazie osobowego modelu Wagoneer – był to model Gladiator.

### FJ
Na bazie Jeepa Forward Control powstał także minibus Willys Jeep FJ, który charakteryzował się silnikiem umieszczonym pod karoserią i jednobryłowym nadwoziem mogącym pomieścić nawet kilkudziesięciu pasażerów. Podobnie jak model Forward Control, samochód był produkowany także w Indiach na licencji pod marką Mahindra.

### Warianty
- FC-150
- FC-170
- FC-170 DRW
- FC-180
- FC-190

### Silnik
- L4 2.2l
- L6 3.7l
- V8 4.5l